# Running Hot
Running Hot, prodotto nel 1986 dagli stessi Tyrant e dalla GAMA Productions e pubblicato dalla Scratch Records, è il terzo album full-length della band tedesca heavy metal Tyrant.

## Tracce
1. Rock Your Bottom – 3:50
2. Breakout – 2:53
3. Taste of Paradise – 3:23
4. When the Raven Flies Again – 3:27
5. Running Hot – 4:50
6. Fire at Sea – 4:06
7. Take the Most Dangerous Way – 3:27
8. Get Ready – 3:09
9. She's a Killer – 3:33
10. Starlight – 6:02

## Edizioni
1986
- Stampa mondiale su vinile della Scratch Records.

2009
- Ristampa su CD della Battle Cry (numero catalogo: BC 032) con l'aggiunta di 2 bonus tracks prese dall'album del 1990 Live & Crazy:

11. Get Ready (live) - 03:31

12. Rock Your Bottom (live) - 04:46

## Formazione
- Kerrmit - voce
- Carl "King Carl" Tomaschko - chitarra
- André Papack - basso
- Michael Budde - batteria